# Callonychium coquimbense
Callonychium coquimbense is een vliesvleugelig insect uit de familie Andrenidae. De wetenschappelijke naam van de soort is voor het eerst geldig gepubliceerd in 1980 door Toro & Herrera.